# Božje djelo
Božje djelo je prvi samostalni album VIS-a Proroci iz Subotice.
Izdan je u nakladi Galerije sakralne umjetnosti »Laudato«. Svečano predstavljanje bilo je 8. studenoga 2014. u Srednjoj tehničkoj školi »Ivan Sarić« u Subotici. 
Album je snimljen je u studiju Viktora Keslera. Većinu skladbi aranžirao je Viktor Kesler, a osim njega glazbu su aranžirali Filip Čeliković, Branislav Salak i VIS Proroci.
Glazbu, osim Viktora Keslera, napisali su Filip Čeliković, Darko Temunović, Adrijana Baković, Branislav Salak i VIS »Proroci«. Stihove pjesama s albuma napisali su Josipa Dević, Nevena Mlinko, Mirjana Jaramazović i Željka Zelić. Album sadrži 17 pjesama, od čega 14 autorskih, dvije obrade pjesama prevedene s engleskog i koje su aranžirali Proroci te pjesma koja je dio band-aida.